# Trox perhispidus
Trox perhispidus är en skalbaggsart som beskrevs av Blackburn 1904. Trox perhispidus ingår i släktet Trox och familjen knotbaggar. Inga underarter finns listade i Catalogue of Life.